# Deutsch-Türkisches Denkmalschutzkommando
Das Deutsch-Türkische Denkmalschutzkommando für Syrien und Palästina war dem deutschen Asien-Korps angeschlossen und führte 1916–1918 während des Palästina-Feldzuges im Osmanischen Reich in Gebieten der heutigen Länder Syrien, Libanon, Israel, Jordanien, Ägypten und den Palästinensischen Autonomiegebieten zahlreiche wissenschaftliche Vermessungen und Bauaufnahmen antiker Denkmäler durch. Es wurde von Cemal Pascha, dem Oberbefehlshaber der 4. Osmanischen Armee, am 1. November 1916 mit Sitz in Damaskus gegründet.

## Auftrag und Mitarbeiter
Das Kommando hatte folgende Aufgaben: 

„1. Schaffung einer zuverlässigen Überwachungsstelle für die Erhaltung der Kunstdenkmäler.

 2. Verhinderung schädlicher Neubauten im Innern und in der nächsten Umgebung alter Bauwerke, Säuberung der Ruinen, Verbot an die Bevölkerung, sich der Ruinen als Baumateriales zu bedienen.

 3. Verbesserung der Zugangsstraßen zu den Ruinenstätten und Schaffung geeigneter Unterkunft zur Erleichterung des Besuches für Einheimische und Fremde.

 4. Sammlung von Altertümern innerhalb der Armeezone.“

Das Kommando wurde von dem Archäologen Theodor Wiegand (1864–1936) geleitet, der als Hauptmann der Landwehr-Artillerie in Damaskus stationiert war. Hauptarbeitsorte im Vilâyet Syrien, Vilâyet Beirut und Mutesarriflik Jerusalem (aus letzteren beiden entstand 1922 das Völkerbundsmandat für Palästina) waren der Sinai und der Negev (Schivta/Subeita, Tel Nizzana/Nessana, Avdat/Oboda u. a.), Petra (Wadi Musa), Baalbek, Nordsyrien, Palmyra, Jerusalem, Amman und Damaskus. Die Bauaufnahmen erfolgten teilweise im Zusammenhang mit militärisch ohnehin für erforderlich gehaltenen Kartierungen.
Im Sommer 1918 nahm das Denkmalschutzkommando archäologische Überreste der Kaiserpaläste von Konstantinopel (Istanbul) auf, die nach einer Brandkatastrophe von 1912 teilweise freigelegt worden waren.
Mitarbeiter im Deutsch-Türkischen Denkmalschutzkommando waren unter anderem
- Albrecht Alt (1883–1956), lutherischer Theologe (Alttestamentler) und Palästinakundler (DEI)
- Walter Bachmann (1883–1958), Architekt und Bauforscher
- Ernest Mamboury (1878–1953), Schweizer Zeichner und Zeichenlehrer
- Uvo Hölscher (1878–1963), Architekt, Bauforscher und Ägyptologe
- Hans von Ramsay (1862–1938), Afrikaforscher, Kartograf
- Oscar Reuther (1880–1954), Architekt und Bauforscher
- Wilhelm Schubart (1873–1960), Philologe und Papyrologe
- Karl Stöckle (1872–1931),[2] 1916 bis 1918 Direktor der Kunstgewerbeschule (Madrasat aṣ-Ṣanāʾiʿ) in Damaskus
- Eckhard Unger (1884–1966), Altorientalist und Vorderasiatischer Archäologe
- Carl Watzinger (1877–1948), Klassischer Archäologe
- Franz Heinrich Weißbach (1865–1944), Altorientalist
- Emil Werth (1869–1958), Botaniker, Agrarwissenschaftler und Ethnologe
- Karl Wulzinger (1886–1948), Architekt und Bauforscher

Wiegand setzte zur Dokumentation erstmals Luftbilder ein, die mit Kite Aerial Photography oder durch Aufklärungsflüge der Königlich Bayerischen Fliegertruppe im Auftrag des Asien-Korps gewonnen wurden. Teilweise wurden trotz der begrenzten Zeit auch behelfsmäßige Restaurierungsmaßnahmen durchgeführt, so z. B. im April 1917 am Pracht-Tor von Palmyra mit Hilfe armenischer Bausoldaten.
Die Ergebnisse der Bauaufnahmen und Untersuchungen wurden nicht nur in den Wissenschaftlichen Veröffentlichungen des deutsch-türkischen Denkmalschutz-Kommandos, sondern zum Teil auch später in separaten Veröffentlichungen der Mitarbeiter publiziert.
Von der Arbeit des Denkmalschutz-Kommandos empfing auch der österreichische Kunsthistoriker Hans Sedlmayr (1896–1984), der als Artilleriebeobachter zu Österreich-Ungarns Truppen in Palästina abkommandiert worden war, viele Anregungen. Als österreichischer Offizier nahm der Ingenieur Harry Spanner vom 3. bis 8. September 1918 eine erste Bauaufnahme von Resafa vor.

## Denkmalschutzaktivitäten in Konstantinopel (Istanbul) 1918
In Konstantinopel arbeitete der deutsche Journalist Friedrich Schrader ab Ende 1917 in einer Städtischen Kommission zur Erfassung und Katalogisierung islamischer und byzantinischer Baudenkmale mit. Schrader stand damals in enger Verbindung mit Theodor Wiegand und dem Denkmalschutzkommando, im Nachlass Wiegand ist ein Brief enthalten, in dem der Istanbul-Experte Schrader fachliche Fragen von Wiegand beantwortet.
Die Kommission wurde 1917 auf Initiative des damaligen Generaldirektors des Archäologischen Museums, Halil Edhem Eldem, gegründet. Schrader leitete ab Frühjahr 1918 diese Kommission, deren Aufgabe es war, ein klassifiziertes Verzeichnis aller Denkmäler der damaligen Türkischen Hauptstadt zu erstellen. Mit einem Team von türkischen Experten erfasste Schrader systematisch durch Kriegseinwirkungen beschädigte und bedrohte Bauwerke der Stadt. Anhand von archäologischen Untersuchungen, Recherchen und Befragungen der Anwohner wurden Informationen über die Denkmäler systematisch erfasst und durch Hagop Iskender, den am Projekt mitwirkenden Inhaber des Fotostudios  Sebah et Joaillier, fotografiert. Wertvolle Bauteile wurden geborgen und im Archäologischen Museum der Stadt Istanbul gesichert. Da Schrader im November 1918 infolge der alliierten Besatzung die Stadt verlassen musste, konnten die Arbeiten nicht abgeschlossen werden.

## Veröffentlichungen
- Theodor Wiegand (Hrsg.): Wissenschaftliche Veröffentlichungen des deutsch-türkischen Denkmalschutz-Kommandos. (6 Hefte). Berlin/Leipzig: de Gruyter 1920–1924:
  - Heft 1 'Sinai.' mit 8 Tafeln und 142 Abbildungen im Text, von Theodor Wiegand mit Beiträgen von Friedrich Freiherr Kreß von Kressenstein, Wilhelm Schubart, Carl Watzinger und Karl Wulzinger. Berlin/Leipzig 1920.
  - Heft 2 'Die griechischen Inschriften der Palaestina Tertia westlich der ʿAraba.' mit 10 Abbildungen im Text. von Albrecht Alt. Berlin/Leipzig 1921.
  - Heft 3 'Petra.' mit 2 Beilagen und 79 Abbildungen im Text. von Walter Bachmann, Carl Watzinger, Theodor Wiegand und Karl Wulzinger. Berlin/Leipzig 1921.
  - Heft 4 'Damaskus. Die antike Stadt.' mit 3 Tafeln und 85 Abbildungen im Text. von Karl Wulzinger und Carl Watzinger. Berlin/Leipzig 1921.
  - Heft 5 'Damaskus. Die islamische Stadt.' mit 62 Tafeln und Skizzen (darunter 3 Pläne) sowie 57 Abbildungen im Text. von Karl Wulzinger und Carl Watzinger. Berlin/Leipzig 1924.
  - Heft 6 'Die Denkmäler und Inschriften an der Mündung des Nahr el-Kelb.' mit 16 Abbildungen im Text und 14 Tafeln. von Franz Heinrich Weißbach. Berlin/Leipzig 1922.
    - geplant waren, aber nicht mehr realisiert wurden als weitere Hefte:
    - Heft 7 'Aufnahmen zu Palmyra.' von Carl Watzinger, Theodor Wiegand und Karl Wulzinger.
    - Heft 8 'Ergebnisse einer Reise in Nordsyrien.'
    - Heft 9 'Das arabische Wohnhaus.' von Oscar Reuther.

- Ernest Mamboury, Theodor Wiegand (Bearb.): Die Kaiserpaläste von Konstantinopel zwischen Hippodrom und Marmara-Meer, unter Mitwirkung von Uvo Hölscher und Karl Wulzinger mit einem Beitrag von Eckhard Unger, Archäologisches Institut des Deutschen Reiches, Abteilung Istanbul (Hrsg.), Berlin/Leipzig: de Gruyter, 1934 (Google-Books; eingeschränkte Vorschau)
- Albrecht Alt: „Aus der Kriegsarbeit der deutschen Wissenschaft in Palästina“. In: Zeitschrift des Deutschen Palästinavereins 43 (1920). S. 93–108.
- Ahmed Djemal Pascha, Theodor Wiegand: Alte Denkmäler aus Syrien, Palästina und Westarabien / Sūrīa wa-Falasṭīn wa-ġarbī ʿArabistān ābidāt-i-ʿatīqasy. 100 Tafeln mit beschreibendem Text. dt. und türk. Berlin. Verlag von Georg Reimer 1918.
- Theodor Wiegand: „Die antike Kultur der Sinaihalbinsel“. In: Zwischen Kaukasus und Sinai. (=Jahrbuch des Bundes der Asienkämpfer 1921). Berlin: Deutsche Orientbuchhandlung Mulzer & Cleemann, 1920. S. 55–64.
- Theodor Wiegand (Hrsg.): Palmyra – Ergebnisse der Expeditionen von 1902 und 1917, Bd. I. Textband, Bd. II. Tafelband (Archäologisches Institut des Deutschen Reiches, Abteilung Istanbul). mit 183 Abbildungen im Text und einer Karte. von Daniel Krencker, Otto Puchstein, Bruno Schulz, Carl Watzinger, Theodor Wiegand und Karl Wulzinger. Berlin. Verlag von Heinrich Keller 1932.
- Theodor Wiegand (Hrsg.): Baalbek. Ergebnisse der Ausgrabungen und Untersuchungen in den Jahren 1898–1905. (3 Bände in 4 Teilen). Berlin/Leipzig: de Gruyter, 1921–1925.

## Nachweise
1. ↑  Aus dem Vorwort von Cemal Pascha zu: Ahmed Djemal Pascha / Theodor Wiegand, Alte Denkmäler (a. a. O), unpaginiert.
2. ↑  Aus St. Georgen, 1910 Gewerbelehrer in Bretten, 1930 von Offenburg nach Freiburg versetzt.
3. ↑  Aus Wien, 1908 Mitbegründer der Aërosektion des Österreichischen Automobil-Klubs (Wiener Luftschiffer-Zeitung 7, 1908, S. 95), 1917 bis 1918 als Oberleutnant Etappenkommandant des Österreichischen Heeres in Aleppo; auch als Portraitmaler bekannt; vgl. Arthur Breycha-Vauthier: Österreich in der Levante, Wien / München, Herold 1972, S. 91.
4. ↑  Harry Spanner, Samuel Guyer, Ruṣāfa. Die Wallfahrsstadt des Heiligen Sergios (= Forschungen zur islamischen Kunst 4), hrsg. von Friedrich Sarre, Berlin, Dietrich Reimer Verlag 1926.
5. ↑  Friedrich Schrader: „Die Kunstdenkmäler Konstantinopels“. In: Der Neue Orient Band 5, 1919, S. 302–304 und 352–354.